# Pallanzeno
Pallanzeno es una localidad y comune italiana de la provincia de Verbano-Cusio-Ossola, región de Piamonte, con 1.162 habitantes.

## Evolución demográfica
| Gráfica de evolución demográfica de Pallanzeno entre 1861 y 2001 |
|                                                                  |
| Fuente ISTAT - elaboración gráfica de Wikipedia                  |